# Пантелей (село)
Вижте пояснителната страница за други значения на Пантелей.
Пантелей (на македонска литературна норма: Пантелеј) е село в източната част на Северна Македония, част от Община Кочани.

## География
Селото е разположено на 12 километра северозападно от град Кочани. Намира се между хълмистия и планинския югозападен дял на Осоговската планина. Местността е богата на извори.

## История
В XIX век Пантелей е чисто българско село в Кочанска кааза на Османската империя. Според статистиката на Васил Кънчов („Македония. Етнография и статистика“) от 1900 година Пантелей има 220 жители, всички българи християни.
През 80-90-те години на ХІХ век около селската църква „Свети Пантелеймон“ е изграден едноименен манастир. В 1872 година първо е изградена църквата „Успение на Пресвета Богородица“, а в 1885 - и главната манастирска црква „Свети Пантелеймон“. Към 1900 година манастирът има трима монаси. Манастирът е подведомствен на Българската екзархия. Името си селото дължи именно на храма, посветен на Свети Пантелеймон, наричан простонародно Пантелей.
В началото на XX век българите в селото са разделени в конфесионално отношение. Според патриаршеския митрополит Фирмилиан в 1902 година в селото има 28 сръбски патриаршистки къщи. По данни на секретаря на екзархията Димитър Мишев („La Macédoine et sa Population Chrétienne“) през 1905 година в Пантелей (Pantelei) има 192 българи екзархисти и 96 патриаршисти сърбомани.
При избухването на Балканската война в 1912 година двама души от Пантелей са доброволци в Македоно-одринското опълчение.
Според преброяване от 2002 в селото има 29 домакинства с 55 къщи.

## Личности
Родени в Пантелей
- Алекса Попкаранфилов (Каранфилов), деец на ВМОРО[7][8]
- Дамян Стоимилов, български революционер от ВМОРО, четник на Никола Сарафов[9]
- Серафим Христов (1893 – ?), македоно-одрински опълченец, каменоделец, 2 рота на Кюстендилската дружина[10]
- Стефан Давидов – Караджата (1878 – 1934), български революционер, войвода на ВМРО
- Стефан Наков, български революционер, деец на ВМОРО, четник на Христо Хаджиандонов и Мише Кръстев в 1915 година[11]
- Тасе Стефанов (1854 – ?), македоно-одрински опълченец, 4 рота на 6 охридска дружина[12]
- Трифон Савев (1900 – 1944), български революционер, войвода на ВМРО
- Яне Георгиев, български революционер от ВМОРО, четник на Никола Сарафов[9]